# Richard Dogbeh
Richard Dogbeh (ou Richard G. Dogbeh-David, parfois Richard Dogbey), né le 31 décembre 1932 à Cotonou et mort le 23 novembre 2003 dans la même ville, est un fonctionnaire de l'Éducation et écrivain béninois qui fut poète, romancier, essayiste et critique littéraire.

## Biographie
Né à Cotonou, alors dans la colonie du Dahomey, il est issu d'une famille d'origine Peda et effectue sa scolarité dans l'école catholique Saint-Michel de cette ville. Il poursuit des études universitaires en Afrique et en Europe. Licencié en psychologie, il participe dans le cadre de l'UNESCO à de nombreux séminaires et conférences dans le monde.
En 1962, il obtient une bourse de l'UNESCO pour compléter sa formation pédagogique à Paris, Nairobi et Kampala. À son retour à Porto-Novo en 1963, après un premier passage à l'Institut pédagogique national (IPN), il est nommé directeur de cabinet du ministre de l'Éducation nationale et de la Culture, un poste qu'il occupe jusqu'en 1966, avant de retourner à l'IPN.

## Œuvre
Parallèlement à sa carrière administrative, il se consacre à l'écriture, sous différentes formes. Ainsi, dans les années 1960, il anime la page littéraire de L'Aube nouvelle, quotidien gouvernemental dahoméen.
Richard Dogbeh est également, avec Olympe Bhêly-Quenum et Paulin Joachim, l'une des voix de la critique littéraire dahoméenne, au lendemain de l'indépendance. Il est aussi, dans son pays, un pionnier de la littérature de voyage, avec Voyage au pays de Lénine, après avoir répondu à l'invitation lancée aux auteurs africains par l'Union des écrivains soviétiques.

## Publications
- Rives mortelles, 1964 (poésie)
- Les eaux du Mono, 1965 (poésie)
- Cap Liberté, 1969 (poésie)
- Voyage au pays de Lénine. Notes de voyage d'un écrivain africain en URSS, 1969 (récit)